# تمبیلیگالا پالگاما
تمبیلیگالا پالگاما (به لاتین: Tembiligala Pallegama) یک منطقهٔ مسکونی در سری‌لانکا است که در استان مرکزی (سری‌لانکا) واقع شده‌است.